# Copa Interamericana 1990
La Copa Interamericana 1990 fue la duodécima edición del torneo organizado entre Conmebol y Concacaf. Se jugó a partidos de ida y vuelta entre el Atlético Nacional de Medellín, Colombia, quien había sido campeón de la Copa Libertadores 1989, y en el mismo año Pumas UNAM como ganador de la Copa de Campeones de la Concacaf 1989.

## Clubes clasificados
Se fueron decidiendo a lo largo de 1989 entre las dos máximas competiciones de las confederaciones del continente americano.
| Conmebol (Sudamérica)            |  | Atlético Nacional |  | Campeón de la Copa Libertadores (1989)                |
| Concacaf (Norte y Centroamérica) |  | Pumas UNAM        |  | Campeón de la Copa de Campeones de la Concacaf (1989) |

## Partidos

### Partido de ida
| 25 de julio de 1990 | Atlético Nacional               | 2:0 (0:0) | Pumas UNAM | Estadio Atanasio Girardot, Medellín                              |                                                                  |
|                     | L. Fajardo 72' · O. Galeano 75' |           |            | Asistencia: 26.329 espectadores Árbitro(s): Jorge Orellana Vimos | Asistencia: 26.329 espectadores Árbitro(s): Jorge Orellana Vimos |

|    | POR | René Higuita          |       |
|    | DEF | Luis Fernando Herrera |       |
|    | DEF | Luis Carlos Perea     |       |
|    | DEF | Geovanis Cassiani     |       |
|    | DEF | Gabriel Jaime Gómez   |       |
|    | MED | Alexis García         |       |
|    | MED | Felipe Pérez          |       |
|    | MED | Oscar Galeano         |       |
|    | DEL | Luis Alfonso Fajardo  |       |
|    | DEL | Carlos Valderrama     | Salió |
|    | DEL | Rubén Darío Hernández | Salió |
| DT | DT  | Hernán Darío Gómez    |       |

|    | POR | Sergio Bernal        |       |
|    | DEF | Israel Castillo      |       |
|    | DEF | Juan de Dios Ramírez |       |
|    | DEF | Claudio Suárez       |       |
|    | DEF | Eduardo Medina       |       |
|    | MED | Miguel España        |       |
|    | MED | Manuel Negrete       |       |
|    | MED | Marcos Misdrahi      |       |
|    | DEL | Luis García Postigo  |       |
|    | DEL | David Patiño         | Salió |
|    | DEL | Juan Carlos Vera     |       |
| DT | DT  | Miguel Mejía Barón   |       |

|  | DEL | John Carmona      | Entró |
|  | DEL | Faustino Asprilla | Entró |

|  | DEL | Jorge Campos | Entró |

|  | 72' | Luis Alfonso Fajardo |
|  | 75' | Oscar Galeano        |

|    | POR | René Higuita          |       |
|    | DEF | Luis Fernando Herrera |       |
|    | DEF | Luis Carlos Perea     |       |
|    | DEF | Geovanis Cassiani     |       |
|    | DEF | Gabriel Jaime Gómez   |       |
|    | MED | Alexis García         |       |
|    | MED | Felipe Pérez          |       |
|    | MED | Oscar Galeano         |       |
|    | DEL | Luis Alfonso Fajardo  |       |
|    | DEL | Carlos Valderrama     | Salió |
|    | DEL | Rubén Darío Hernández | Salió |
| DT | DT  | Hernán Darío Gómez    |       |

|    | POR | Sergio Bernal        |       |
|    | DEF | Israel Castillo      |       |
|    | DEF | Juan de Dios Ramírez |       |
|    | DEF | Claudio Suárez       |       |
|    | DEF | Eduardo Medina       |       |
|    | MED | Miguel España        |       |
|    | MED | Manuel Negrete       |       |
|    | MED | Marcos Misdrahi      |       |
|    | DEL | Luis García Postigo  |       |
|    | DEL | David Patiño         | Salió |
|    | DEL | Juan Carlos Vera     |       |
| DT | DT  | Miguel Mejía Barón   |       |

|  | DEL | John Carmona      | Entró |
|  | DEL | Faustino Asprilla | Entró |

|  | DEL | Jorge Campos | Entró |

|  | 72' | Luis Alfonso Fajardo |
|  | 75' | Oscar Galeano        |

### Partido de vuelta
| 1 de agosto de 1990 | Pumas UNAM            | 1:4 (0:1) | Atlético Nacional                                                     | Estadio Olímpico Universitario, Ciudad de México               |                                                                |
|                     | M. Negrete 86' (pen.) |           | A. Nava 28' (a.g.) · G. Restrepo 67' · O. Galeano 70' · J. Arango 87' | Asistencia: 30.000 espectadores Árbitro(s): Juan Pablo Escobar | Asistencia: 30.000 espectadores Árbitro(s): Juan Pablo Escobar |

|    | POR | Sergio Bernal        |     |
|    | DEF | Israel Castillo      | 56' |
|    | DEF | Abraham Nava         |     |
|    | DEF | Juan de Dios Ramírez |     |
|    | DEF | Claudio Suárez       |     |
|    | MED | Marcos Misdrahi      | 36' |
|    | MED | Miguel España        |     |
|    | MED | Manuel Negrete       |     |
|    | DEL | Juan Carlos Vera     |     |
|    | DEL | Jorge Campos         |     |
|    | DEL | Luis García Postigo  |     |
| DT | DT  | Miguel Mejía Barón   |     |

|    | POR | René Higuita          |     |
|    | DEF | Luis Fernando Herrera |     |
|    | DEF | Luis Carlos Perea     |     |
|    | DEF | Geovanis Cassiani     |     |
|    | DEF | Gabriel Jaime Gómez   |     |
|    | MED | Gildardo Pérez        |     |
|    | MED | Felipe Pérez          |     |
|    | MED | Alexis García         |     |
|    | DEL | Luis Alfonso Fajardo  | 60' |
|    | DEL | Oscar Galeano         |     |
|    | DEL | Rubén Darío Hernández | 64' |
| DT | DT  | Hernán Darío Gómez    |     |

|  | DEF | David Patiño        | 56' |
|  | MED | Alberto García Aspe | 36' |

|  | DEL | Gustavo Restrepo | 60' |
|  | DEL | Jaime Arango     | 64' |

| Penal | 86' | Manuel Negrete |

| Anotado · Autogol | 28' | Abraham Nava     |
|                   | 67' | Gustavo Restrepo |
|                   | 70' | Oscar Galeano    |
|                   | 87' | Jaime Arango     |

|    | POR | Sergio Bernal        |     |
|    | DEF | Israel Castillo      | 56' |
|    | DEF | Abraham Nava         |     |
|    | DEF | Juan de Dios Ramírez |     |
|    | DEF | Claudio Suárez       |     |
|    | MED | Marcos Misdrahi      | 36' |
|    | MED | Miguel España        |     |
|    | MED | Manuel Negrete       |     |
|    | DEL | Juan Carlos Vera     |     |
|    | DEL | Jorge Campos         |     |
|    | DEL | Luis García Postigo  |     |
| DT | DT  | Miguel Mejía Barón   |     |

|    | POR | René Higuita          |     |
|    | DEF | Luis Fernando Herrera |     |
|    | DEF | Luis Carlos Perea     |     |
|    | DEF | Geovanis Cassiani     |     |
|    | DEF | Gabriel Jaime Gómez   |     |
|    | MED | Gildardo Pérez        |     |
|    | MED | Felipe Pérez          |     |
|    | MED | Alexis García         |     |
|    | DEL | Luis Alfonso Fajardo  | 60' |
|    | DEL | Oscar Galeano         |     |
|    | DEL | Rubén Darío Hernández | 64' |
| DT | DT  | Hernán Darío Gómez    |     |

|  | DEF | David Patiño        | 56' |
|  | MED | Alberto García Aspe | 36' |

|  | DEL | Gustavo Restrepo | 60' |
|  | DEL | Jaime Arango     | 64' |

| Penal | 86' | Manuel Negrete |

| Anotado · Autogol | 28' | Abraham Nava     |
|                   | 67' | Gustavo Restrepo |
|                   | 70' | Oscar Galeano    |
|                   | 87' | Jaime Arango     |

|                                       |
| Bandera de Colombia                   |
| Campeón Atlético Nacional 1.er título |